# Maria Cantwell
Maria Elaine Cantwell (Indianápolis, Estados Unidos, 13 de octubre de 1958) es una política estadounidense afiliada al Partido Demócrata. Actualmente es senadora. 

## Carrera
Desde 2001 representada al estado de Washington en el Senado de los Estados Unidos. Fue reelegida en 2006 y en 2012. Desde 1993 hasta 1995 fue miembro de la Cámara de Representantes por el 1.º distrito congresional de Washington. Desde 1987 hasta 1993 fue miembro de la Cámara de Representantes de Washington.